# Open 13 2001 - Qualificazioni singolare
Le qualificazioni del singolare  dell'Open 13 2001 sono state un torneo di tennis preliminare per accedere alla fase finale della manifestazione. I vincitori dell'ultimo turno sono entrati di diritto nel tabellone principale. In caso di ritiro di uno o più giocatori aventi diritto a questi sono subentrati i lucky loser, ossia i giocatori che hanno perso nell'ultimo turno ma che avevano una classifica più alta rispetto agli altri partecipanti che avevano comunque perso nel turno finale.
Le qualificazioni del torneo Open 13 2001 prevedevano 32 partecipanti di cui 4 sono entrati nel tabellone principale.

## Teste di serie
1. Bob Bryan (Qualificato)
2. Oliver Gross (ultimo turno)
3. Thierry Guardiola (primo turno)
4. Francisco Costa (primo turno)

1. Salvador Navarro-Gutierrez (secondo turno)
2. Petr Kralert (primo turno)
3. Jean-René Lisnard (ultimo turno)
4. Lionel Roux (Qualificato)

## Qualificati
1. Bob Bryan
2. Lionel Roux

1. Nicolas Mahut
2. Sebastien Lami

## Tabellone

### Legenda
| - Q = Qualificato - WC = Wild card - LL = Lucky loser | - ALT = Alternate - SE = Special Exempt - PR = Protected Ranking | - w/o = Walkover - r = Ritirato - d = Squalificato |

### Sezione 1
|  | Primo turno         | Primo turno                | Primo turno                | Primo turno         | Primo turno |  |  | Secondo turno | Secondo turno              | Secondo turno              | Secondo turno   | Secondo turno   |   |   | Ultimo turno | Ultimo turno | Ultimo turno | Ultimo turno | Ultimo turno |  |
|  |                     |                            |                            |                     |             |  |  |               |                            |                            |                 |                 |   |   |              |              |              |              |              |  |
|  | 1                   | Bob Bryan                  | Bob Bryan                  | 6                   | 6           |  |  |               |                            |                            |                 |                 |   |   |              |              |              |              |              |  |
|  |                     | Nenad Zimonjić             | Nenad Zimonjić             | 4                   | 1           |  |  | 1             | Bob Bryan                  | Bob Bryan                  | 6               | 6               |   |   |              |              |              |              |              |  |
|  | Mohamed-Sekou Drame | Mohamed-Sekou Drame        | Mohamed-Sekou Drame        | Mohamed-Sekou Drame | W-O         |  |  |               | Mohamed-Sekou Drame        | Mohamed-Sekou Drame        | 4               | 3               |   |   |              |              |              |              |              |  |
|  | Michael Hill        | Michael Hill               | Michael Hill               | Michael Hill        |             |  |  |               |                            |                            |                 |                 |   |   | 1            | Bob Bryan    | Bob Bryan    | 6            | 6            |  |
|  | Kim Tiilikainen     | Kim Tiilikainen            | 1                          | 6                   | 6           |  |  |               |                            |                            | Kim Tiilikainen | Kim Tiilikainen | 1 | 1 |              |              |              |              |              |  |
|  | Xavier Pujo         | Xavier Pujo                | 6                          | 3                   | 3           |  |  |               | Kim Tiilikainen            | Kim Tiilikainen            | 6               | 6               |   |   |              |              |              |              |              |  |
|  | 5                   | Salvador Navarro-Gutierrez | Salvador Navarro-Gutierrez | 7                   | 6           |  |  | 5             | Salvador Navarro-Gutierrez | Salvador Navarro-Gutierrez | 2               | 2               |   |   |              |              |              |              |              |  |
|  |                     | Éric Prodon                | Éric Prodon                | 64                  | 4           |  |  |               |                            |                            |                 |                 |   |   |              |              |              |              |              |  |

### Sezione 2
|  | Primo turno          | Primo turno          | Primo turno          | Primo turno | Primo turno |  |  | Secondo turno | Secondo turno        | Secondo turno | Secondo turno | Secondo turno |             |   | Ultimo turno | Ultimo turno | Ultimo turno | Ultimo turno | Ultimo turno |  |
|  |                      |                      |                      |             |             |  |  |               |                      |               |               |               |             |   |              |              |              |              |              |  |
|  | 2                    | Oliver Gross         | 6                    | 3           | 7           |  |  |               |                      |               |               |               |             |   |              |              |              |              |              |  |
|  |                      | Thomas Dupre         | 1                    | 6           | 62          |  |  | 2             | Oliver Gross         | 6             | 6(1)          | 6             |             |   |              |              |              |              |              |  |
|  | Rodolphe Cadart      | Rodolphe Cadart      | Rodolphe Cadart      | 6           | 7           |  |  |               | Rodolphe Cadart      | 3             | 7             | 4             |             |   |              |              |              |              |              |  |
|  | Johan Rousseaux      | Johan Rousseaux      | Johan Rousseaux      | 4           | 5           |  |  |               |                      |               |               |               |             |   | 2            | Oliver Gross | Oliver Gross | Oliver Gross | 6(2)r        |  |
|  | Sébastien de Chaunac | Sébastien de Chaunac | Sébastien de Chaunac | 6           | 6           |  |  |               |                      | 8             | Lionel Roux   | Lionel Roux   | Lionel Roux | 7 |              |              |              |              |              |  |
|  | Cyril Francois       | Cyril Francois       | Cyril Francois       | 3           | 4           |  |  |               | Sébastien de Chaunac | 6             | 64            | 68            |             |   |              |              |              |              |              |  |
|  | 8                    | Lionel Roux          | 6                    | 3           | 6           |  |  | 8             | Lionel Roux          | 4             | 7             | 7             |             |   |              |              |              |              |              |  |
|  |                      | Julien Varlet        | 3                    | 6           | 2           |  |  |               |                      |               |               |               |             |   |              |              |              |              |              |  |

### Sezione 3
|  | Primo turno      | Primo turno       | Primo turno       | Primo turno | Primo turno |  |  | Secondo turno    | Secondo turno    | Secondo turno    | Secondo turno    | Secondo turno |    |   | Ultimo turno  | Ultimo turno  | Ultimo turno | Ultimo turno | Ultimo turno |  |
|  |                  |                   |                   |             |             |  |  |                  |                  |                  |                  |               |    |   |               |               |              |              |              |  |
|  |                  | Nicolas Mahut     | Nicolas Mahut     | 7           | 6           |  |  |                  |                  |                  |                  |               |    |   |               |               |              |              |              |  |
|  | 3                | Thierry Guardiola | Thierry Guardiola | 64          | 3           |  |  | Nicolas Mahut    | Nicolas Mahut    | Nicolas Mahut    | 7                | 6             |    |   |               |               |              |              |              |  |
|  | Renzo Furlan     | Renzo Furlan      | Renzo Furlan      | 6           | 6           |  |  | Renzo Furlan     | Renzo Furlan     | Renzo Furlan     | 5                | 4             |    |   |               |               |              |              |              |  |
|  | Thierry Roggi    | Thierry Roggi     | Thierry Roggi     | 1           | 0           |  |  |                  |                  |                  |                  |               |    |   | Nicolas Mahut | Nicolas Mahut | 65           | 7            | 6            |  |
|  | Julien Benneteau | Julien Benneteau  | 64                | 6           | 6           |  |  |                  |                  | Julien Benneteau | Julien Benneteau | 7             | 65 | 2 |               |               |              |              |              |  |
|  | Jeremy Delinbeuf | Jeremy Delinbeuf  | 7                 | 4           | 2           |  |  | Julien Benneteau | Julien Benneteau | Julien Benneteau | 7                | 7             |    |   |               |               |              |              |              |  |
|  |                  | Julien Cuaz       | 3                 | 6           | 6           |  |  | Julien Cuaz      | Julien Cuaz      | Julien Cuaz      | 6(1)             | 62            |    |   |               |               |              |              |              |  |
|  | 6                | Petr Kralert      | 6                 | 2           | 4           |  |  |                  |                  |                  |                  |               |    |   |               |               |              |              |              |  |

### Sezione 4
|  | Primo turno       | Primo turno            | Primo turno     | Primo turno | Primo turno |  |  | Secondo turno   | Secondo turno     | Secondo turno     | Secondo turno     | Secondo turno     |   |   | Ultimo turno | Ultimo turno   | Ultimo turno   | Ultimo turno | Ultimo turno |  |
|  |                   |                        |                 |             |             |  |  |                 |                   |                   |                   |                   |   |   |              |                |                |              |              |  |
|  |                   | Andrej Čerkasov        | Andrej Čerkasov | 7           | 7           |  |  |                 |                   |                   |                   |                   |   |   |              |                |                |              |              |  |
|  | 4                 | Francisco Costa        | Francisco Costa | 5           | 611         |  |  | Andrej Čerkasov | Andrej Čerkasov   | 5                 | 6                 | 1                 |   |   |              |                |                |              |              |  |
|  | Sebastien Lami    | Sebastien Lami         | Sebastien Lami  | 6           | 6           |  |  | Sebastien Lami  | Sebastien Lami    | 7                 | 4                 | 6                 |   |   |              |                |                |              |              |  |
|  | Richard Gasquet   | Richard Gasquet        | Richard Gasquet | 4           | 1           |  |  |                 |                   |                   |                   |                   |   |   |              | Sebastien Lami | Sebastien Lami | 6            | 6            |  |
|  | Nicolas Berenguer | Nicolas Berenguer      | 6               | 6           | 6           |  |  |                 |                   | 7                 | Jean-René Lisnard | Jean-René Lisnard | 4 | 2 |              |                |                |              |              |  |
|  | Davide Scala      | Davide Scala           | 7               | 2           | 2           |  |  |                 | Nicolas Berenguer | Nicolas Berenguer | 3                 | 2                 |   |   |              |                |                |              |              |  |
|  | 7                 | Jean-René Lisnard      | 3               | 6           | 7           |  |  | 7               | Jean-René Lisnard | Jean-René Lisnard | 6                 | 6                 |   |   |              |                |                |              |              |  |
|  |                   | Jean-François Bachelot | 6               | 4           | 5           |  |  |                 |                   |                   |                   |                   |   |   |              |                |                |              |              |  |